# Entedon genei
Entedon genei är en stekelart som beskrevs av Schauff 1988. Entedon genei ingår i släktet Entedon och familjen finglanssteklar. Inga underarter finns listade i Catalogue of Life.